# Papamosques de Balabac
El papamosques de Balabac (Cyornis lemprieri) és una espècie d'ocell de la família dels muscicàpids (Muscicapidae). És endèmic de les illes Palawan i Balabac, a les Filipines. Habita els boscos tropicals i subtropicals de frondoses humits. Aquesta espècie pateix la pèrdua d'hàbitat i el seu estat de conservació és gairebé amenaçada.